# Anastasio Guzmán
Anastasio Guzmán (Siviglia?, ... – Los Llanganates, 1807) è stato un farmacista e naturalista spagnolo.

## Biografia
Della sua attività in terra di Spagna non si hanno notizie certe, troviamo invece tracce (fonte Estrella, 1988) del suo viaggio di studio in Sud America, sbarcato a Buenos Aires si recò dapprima in Cile e poi in Perù dove trascorse molto tempo con Juan José Tafalla altro naturalista spagnolo, nel 1801 si recò a Quito (Ecuador) per continuare i suoi studi naturalistici e di chimica, finanziando il viaggio e le ricerche con fondi personali. Morì nel 1807 durante una spedizione nella Cordigliera di Los Llanganates in Ecuador, alla ricerca del tesoro perduto degli Inca. Il botanico ecuadoriano José Mejía del Valle y Lequerica e la vedova Guzmán cercarono invano di recuperare il copioso materiale del naturalista; per anni si pensò che fosse andato totalmente perduto, recentemente (sempre Estrella, 1988) si ritiene che parte del suo materiale sia ancora conservato a Quito. Qualche tempo dopo la sua morte, Tafalla suggerì a Ruiz e José Antonio Pavón il nome per il genere Guzmania, anche Kunth dedicò il nome di una pianta al naturalista spagnolo, il Ranunculus guzmanii.